# Ludvík Zifčák
Ludvík Zifčák (* 11. ledna 1960 Rýmařov) je bývalý český příslušník Sboru národní bezpečnosti slovenské národnosti, který je znám především v souvislosti s událostmi z listopadu 1989 během sametové revoluce, kdy o sobě prohlašoval, že sehrál roli údajně mrtvého studenta Martina Šmída.

## Život a kariéra
Ludvík Zifčák byl členem Sboru národní bezpečnosti, od 1. ledna 1982 člen SNB jako inspektor pořádkové služby Místního oddělení Veřejné bezpečnosti v Benediktské ulici v Praze 1. Od 1. listopadu 1985 byl zástupcem velitele čety 1. praporu Pohotovostního pluku VB ČSR. Studoval na Důstojnické škole SNB, jako stážista působil na krajské správě SNB Ostrava.
Od 1. března 1989 byl starším referentem 2. oddělení II. odboru správy Státní bezpečnosti Praha.
Po listopadu 1989 prohlašoval, že na pokyn svých nadřízených sehrál na demonstraci 17. listopadu roli údajně mrtvého studenta Martina Šmída. Po neúspěšném ukrytí na Vysoké škole SNB byl dne 14. ledna 1990 odvolán z funkce a poté 2. července 1990 propuštěn ze služebního poměru SNB.
Byl předsedou fotbalového klubu TJ Kovohutě Břidličná.

## Politická kariéra
Od roku 2001 byl Ludvík Zifčák předsedou nezaregistrované a neuznané Komunistické strany Československa – Československé strany práce.

## Mediální vystoupení
Po roce 1990 opakovaně vystupoval v rozhovorech pro tisk, v nichž kritizoval události v listopadu 1989 s tím, že šlo o předem připravenou akci.
V roce 2009 v jednom rozhovoru Zifčák uvedl, že u StB měl na starosti studentské hnutí a podílel se na založení „Nezávislého studentského hnutí“, které demonstraci na Albertově svolalo a tuto informaci předalo do Svobodné Evropy (dle Zifčáka financované CIA) a Hlasu Ameriky. Dále prohlašoval, že měl s kolegy úkol průvod navést směrem na Václavské náměstí a sehrát mrtvého studenta, což údajně přiznal také Zifčákův nadřízený major Petr Žák. Šiření zprávy měla zajistit Drahomíra Dražská, která byla údajně členem Zifčákovy skupiny. Vyšetřovací komise Federálního shromáždění pro objasnění událostí 17. listopadu 1989 Zifčákova tvrzení označila za „opakovanou snahu přisuzovat své osobě a reálným událostem podstatně jiný význam, než jaký ve skutečnosti měly“. Sám Zifčák při výslechu na vojenské prokuratuře v roce 1990 pod hrozbou vyššího trestu uvedl, že si vymýšlí, na veřejnosti ale dále šířil svou verzi událostí.